# Geschichte der Stadt Herford

Wappen der Stadt Herford

Die Geschichte der Stadt Herford umfasst die Entwicklungen auf dem heutigen Gebiet der ostwestfälischen Stadt Herford von der ersten Besiedlung bis zur Gegenwart.

## Stadtgründung
In günstiger und auch militärisch nicht unwichtiger Verkehrslage gelegen, entstand Herford um 789 (Gründungslegende in der Vita Waltgeri) auf dem Gebiet dreier älterer Höfe (Adonhusa, Herifurth und Libbere). Um 800 entstand das bedeutende Frauenstift Herford. Im Jahre 823 nahm Kaiser Ludwig der Fromme das Kloster in seinen persönlichen Schutz. Bald darauf entwickelte sich auch eine Kaufmannssiedlung. Es wird angenommen, dass 833 Ludwig der Fromme dem Kloster Herford das Markt-, Münz- und Zollrecht für den Bereich des Hofes Odenhausen (Stadtteil Radewig) verlieh (Bestätigung 973). Besonders die Ottonen waren Herford eng verbunden: Die Frau Heinrichs I., Mathilde, war hier erzogen worden, Otto der Große bestätigte 973 Markt- und Zollrechte; mit dem bestätigten Marktprivileg gehörte Herford zu den ältesten Märkten in Deutschland. 1011 gründete die Äbtissin Godesdiu auf der Grundlage einer Marienerscheinung (Herforder Vision, datiert etwa in der Mitte des 10. Jahrhunderts, diese Vision gilt als früheste Marienerscheinung nördlich der Alpen) vor den Toren der Stadt das Stift auf dem Berge als Ausbildungsstätte für die Töchter des niederen Adels, das sich auch zum Wallfahrtsort entwickelte.

## 12. bis 15. Jahrhundert
Herford war im Mittelalter ein bedeutendes geistliches und geistiges Zentrum. Zu dieser Zeit war es auch eine der am besten befestigten deutschen Städte mit fünf Stadttoren und 14 Türmen, die den verschiedenen Zünften zugeordnet waren. Sie waren Teil der 3,5 km langen Stadtbefestigung mit Mauer, die von der Werre, der Aa und dem Stadtgraben umgeben war. Die heute zugeschüttete Bowerre markiert den ursprünglichen Verlauf der Werre, während die heutige Werre Teil der Stadtbefestigung war. Als 1765 die Stadtbefestigung nicht mehr benötigt wurde, wurde das Material versteigert. Heute umschließt dort der Stadtwall, der im überwiegenden Teil Fußgängern und Radfahrern vorbehalten ist, die Innenstadt.
In staufischer Zeit wurde das Stift Herford als reichsunmittelbar bestätigt (1147, Friedrich Barbarossa 1152); spätere Kaiser bestätigten verschiedene Rechte von Stift und Stadt. Um 1170 wurde eine Bürgergemeinde gebildet und das Stadtrecht entwickelt (keine Verleihungsurkunde überliefert), wobei das Dortmunder Stadtrecht als Vorlage diente. Herford erhielt zu Beginn des 13. Jahrhunderts eine Ratsverfassung. Um 1220 ist die früheste Erwähnung des Herforder Stadtrates nachweisbar. Er war damit einer der ersten in Deutschland. Herford war Mitglied des Ladbergener Städtebundes, weiterer Städtebünde und sehr aktiv in der Hanse tätig (Hansestadt von 1342 bis ins 17. Jahrhundert). In der Sicherheit der Stadt kam es zu geistlichen Niederlassungen fast aller damaligen klösterlichen Orden (die Stadt wurde als Sancta Herfordia bezeichnet). Die rege kaufmännische Tätigkeit erstreckte sich früh im gesamten Hanseraum aber auch die Verbindungen nach Westen (Flandern) waren bedeutsam. Besonders wichtig waren die Tuchproduktion (seit dem 13. Jahrhundert) und der Handel damit. Im Herforder Rechtsbuch von etwa 1375 werden zahlreiche Gilden und Zünfte erwähnt.
Bis 1634 war die Neustadt selbständig und hatte neben der Altstadt einen eigenen Bürgermeister. Die Außengrenzen der mittelalterlichen Stadt Herford blieben bis 1969 Stadtgrenze von Herford. 
→ Siehe auch: Stift Herford, Reichsstadt Herford.

## Neuzeit

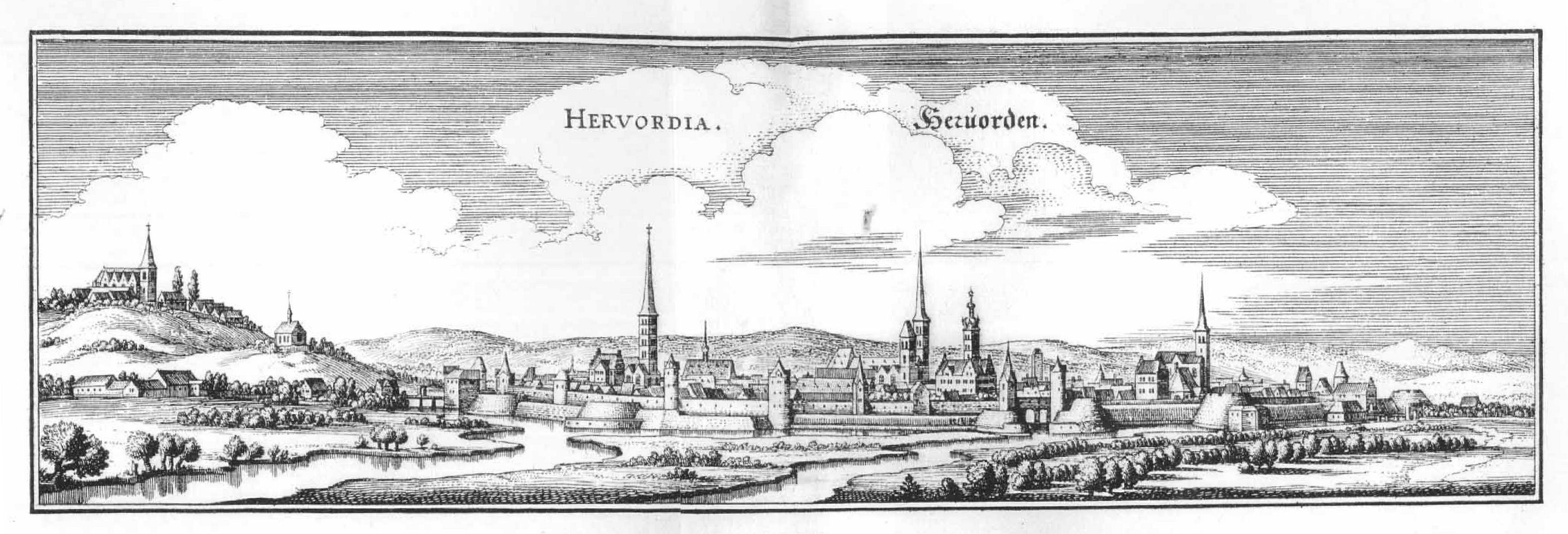
Herford im 17. Jahrhundert

In der Frühen Neuzeit begann eine lange rechtliche Auseinandersetzung um den Status der Stadt als Reichsstadt. Die Abtei war reichsfrei, die Äbtissin Reichsfürstin mit quasibischöflichen Rechten („Monstrum Westphaliae“), die Stadt Herford nahm aufgrund des sogenannten Kondominats (der gemeinschaftlichen selbständigen Regierung von Stift und Stadt seit Mitte des 13. Jahrhunderts) reichsstädtisches Recht war. Mehrere Prozesse vor dem Reichskammergericht, die zunächst vom Reich angestrengt wurden, das gerne von Herford Reichsteuern erheben wollte, führten schließlich 1631 zur Bestätigung als Reichsstadt, was zu diesem Zeitpunkt auch im Interesse der Stadt lag.
In der Stadt setzte sich ab 1530 die Reformation durch, die Abtei blieb bis 1565 katholisch. Die Stadt wurde im Dreißigjährigen Krieg mehrfach belagert, 1638 brannten große Teile der Stadt ab. Infolge der jülisch-klevischen Erbfolgeauseinandersetzungen wurde Herford 1647 durch brandenburgische Truppen besetzt und verlor seine Selbständigkeit. Die Annexion durch Brandenburg wurde durch den Westfälischen Frieden und schließlich 1652 endgültig bestätigt. Herford wurde der Grafschaft Ravensberg zugeschlagen und somit abhängige brandenburgisch-preußische Landstadt. Als 1765 die Stadtmauer nicht mehr benötigt wurde, wurde das Material versteigert. Heute umschließt dort der Stadtwall, der im überwiegenden Teil Fußgängern und Radfahrern vorbehalten ist, die Innenstadt.
Die Leitung der Reichsabtei wurde nun durch adelige Damen brandenburgisch-preußischer Familien wahrgenommen. Die Abtei blieb bis zur Säkularisation 1803 Reichsstand. 
Hexenverfolgungen wurden vom Rat der Stadt von 1584 bis 1654 durchgeführt. In mindestens 55 Hexenprozessen wurden die meisten Angeklagten hingerichtet. Wasserproben fanden im Hexenkolk an der Radewiger Mühle statt, die Hinrichtungen im Lübberbruch. Der Herforder Schöffenstuhl übte eine rege Rechtsgutachtertätigkeit für Hexenprozesse in benachbarten Territorien (z. B. Stift Loccum) aus.
Nach der Niederlage Preußen gegen Napoleon im Jahre 1806 bildete die Stadt von 1807 bis 1810 den Kanton Herford des Departements der Weser im Königreich Westphalen. Die nächste territoriale Veränderung ergab sich für die Stadt im Jahre 1811, als große Teile Nordwestdeutschlands dem Kaiserreich Frankreich angegliedert wurden. Die Grenze zwischen dem Königreich Westphalen und Frankreich verlief nun von Süden nach Norden entlang der Linie Aa – Westlicher Stadtgraben – Aa – Werre. Die Altstädter und die Radewiger Feldmark gehörten nun bis 1813 zum Kanton Enger im französischen Département der oberen Ems. Die Kernstadt mit der Neustädter Feldmark verblieb im Königreich Westphalen und bildete nun zusammen mit Falkendiek und Schwarzenmoor den Kanton Herford des Departements der Fulda.
1816 wurde Herford Kreisstadt des neuen Kreises Herford in der preußischen Provinz Westfalen. 1832 wurde der Stadt die preußische revidierte Städteordnung von 1831 verliehen.

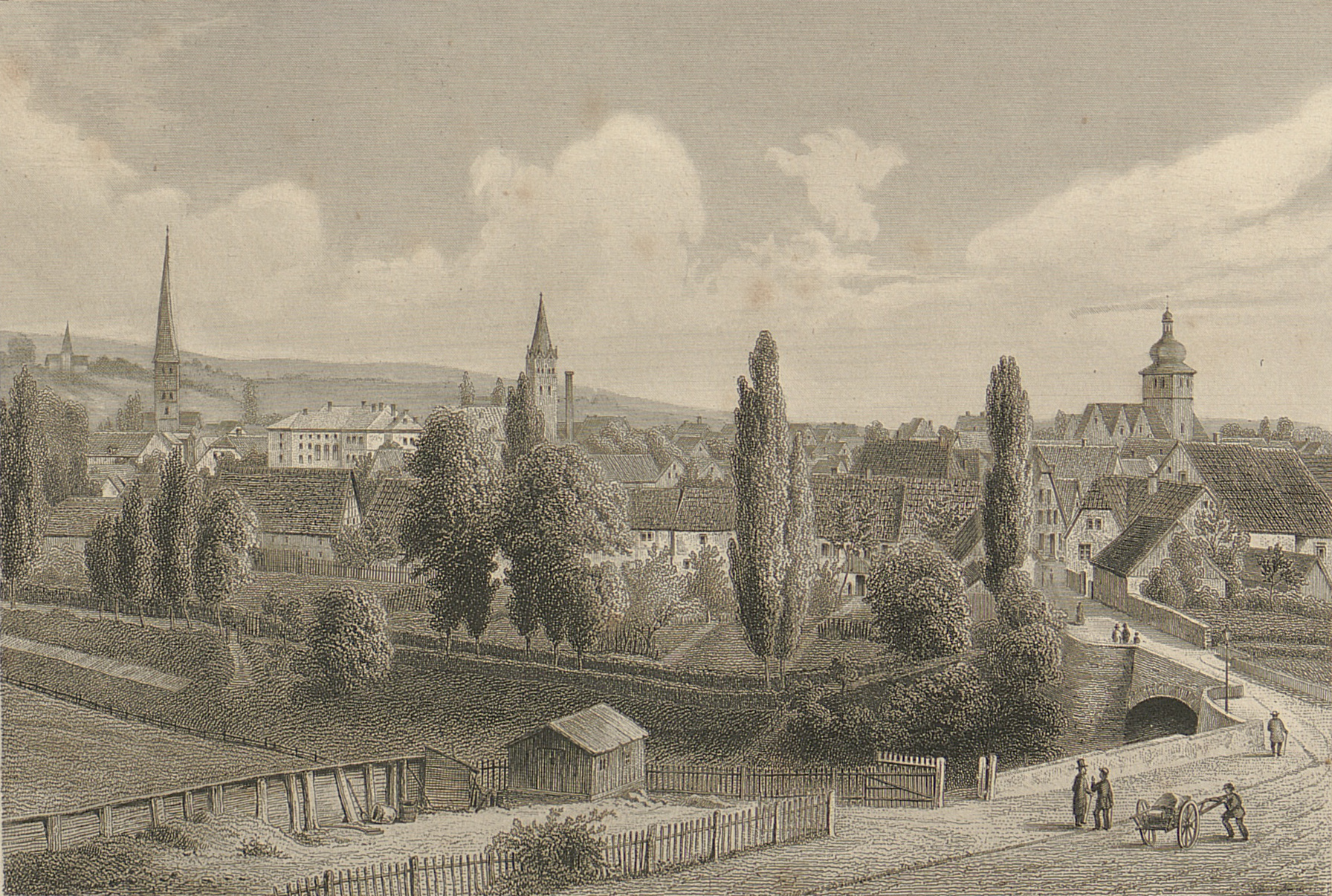
Herford um 1872

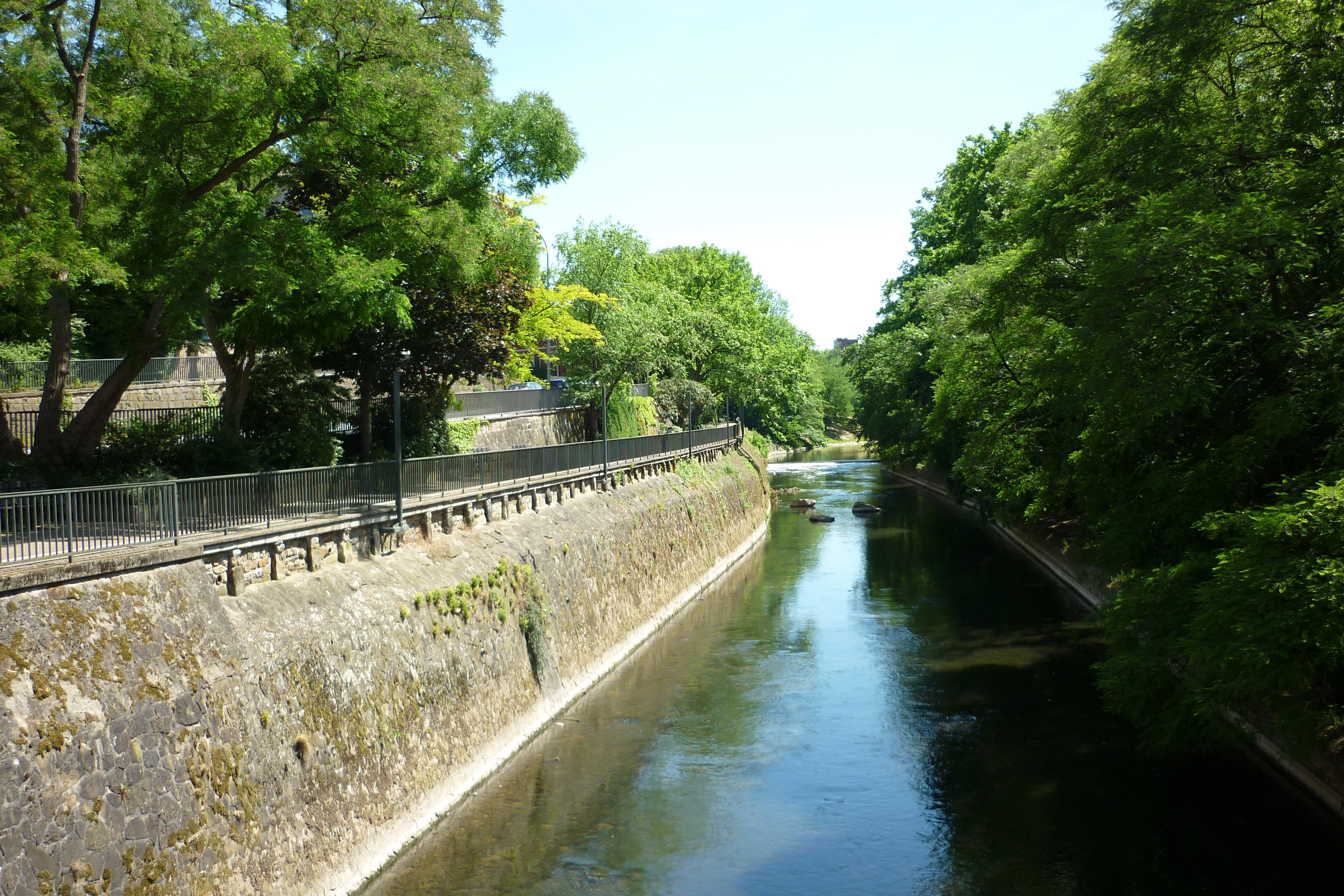
Die ehemalige Kleinbahntrasse direkt an der Werre (Lübbertor/Jahnstraße)

1847 erhielt Herford  mit dem Bau der Cöln-Mindener Eisenbahn einen Bahnanschluss. Die Elektrifizierung der Hauptstrecke Köln-Minden war mit der ersten Fahrt am 29. September 1968 abgeschlossen. Im Jahre 1880 wurde die Strecke nach Detmold und Altenbeken (Lippische Bahn) sowie 1904 die Strecke nach Bünde gebaut.
Durch die Bahnstrecke begünstigt, begann in Herford die Zeit der Hochindustrialisierung sehr früh mit der Ansiedlung zahlreicher Fabrikationsstätten, in denen insbesondere Textilien, Wäsche und Oberbekleidung hergestellt wurden.
Im August 1900 wurde die Herforder Kleinbahn nach Enger eröffnet und im September erfolgte die Verlängerung bis Spenge und Wallenbrück. 1902 kam eine Strecke über Bad Salzuflen und Exter nach Vlotho hinzu. Die Schmalspurbahn (Meterspur) wurde in den 1930er Jahren elektrifiziert. Die Einstellung des Betriebes erfolgte 1962 auf der Strecke Herford – Vlotho, 1966 auf der Strecke Herford – Spenge.
1911 wurde Herford (bis 1968) kreisfreie Stadt, blieb jedoch Sitz der Kreisverwaltung des Landkreises Herford.
Im Ersten Weltkrieg waren in der Stadt Teile des Deutschen Heeres stationiert und es wurden mehrere Lazarette eingerichtet. Nachdem in den 1930er Jahren in drei Bereichen der Stadt Kasernen gebaut worden waren, wurde Herford ab 1935 Garnisonsstadt. Die nach dem Zweiten Weltkrieg dort stationierten britischen Streitkräfte wurden 2015 abgezogen (siehe Militärgeschichte der Stadt Herford).
Während des Zweiten Weltkriegs wurde die Stadt durch Bombenangriffe – vergleichsweise – nur gering zerstört. Knapp 40 Prozent der Häuser waren leichter beschädigt, sieben Prozent wiesen mittlere bis schwere Schäden auf und nur etwa sechs Prozent waren total zerstört. Nach dem Krieg fiel ein Teil der historischen Bausubstanz einer vereinfachenden Stadtplanung zum Opfer. So wich das ganze Quartier um die Bergertormauer einem vierspurigen Straßenneubau. Dennoch blieb der mittelalterliche Grundriss der Stadt weitgehend erhalten und bleibt trotz der umfangreichen Abrissarbeiten bis heute nachvollziehbar.
Die Stadt wurde im Zuge der kommunalen Neuordnung am 1. Januar 1969 wieder in den Kreis Herford eingegliedert. Dabei wurden die acht umliegenden Gemeinden Diebrock, Eickum, Elverdissen, Falkendiek, Herringhausen Ost, Laar, Schwarzenmoor und Stedefreund eingemeindet, wodurch die Einwohnerzahl von etwa 55.000 auf über 67.000 anstieg. Die Fläche des Stadtgebiets verdreifachte sich von 25 km² auf 78,95 km².
Am 25. Juni 1983 wurde in Herford der Westfälische Hansebund gegründet. Mitte 2019 gehörten ihm 49 ehemalige Hansestädte aus Westfalen, dem angrenzenden Niedersachsen und Nordhessen an. Der internationale Hansetag fand im Jahre 2013 in Herford statt.
1988 – ein Jahr vor der 1200-Jahr-Feier – wurden bei Ausgrabungen wertvolle Funde in den Resten der Abteigebäude aus karolingischer, ottonischer und barocker Zeit gemacht und auch die industrielle Nutzung des Geländes ab 1810 mit archäologischen Funden belegt.
Seit Eröffnung des zeitgenössischen Kunstmuseums Marta am 7. Mai 2005 hat sich Herford zu einem bedeutenden Museumsstandort in Ostwestfalen-Lippe entwickelt. Am 23. September 2008 erhielt die Stadt den von der Bundesregierung verliehenen Titel „Ort der Vielfalt“.

## Chronik
|  | Jahr          | Ereignis |
|  | ------------- | --- |
|  | um 789        | Gründung eines Klosters für Töchter sächsischen Adels durch den Edlen Waltger (Wolderus) in Müdehorst (heute Bielefeld) |
|  | um 800        | Verlegung des Klosters in den Mündungswinkel von Aa und Werre nahe den Höfen Herivurth (Oldenhervorde), Odenhausen (Adonhusa) und Libbere |
|  | 823           | Umwandlung des Eigenklosters zu einem Reichskloster durch Kaiser Ludwig den Frommen und Ausstattung mit zahlreichen Besitzungen |
|  | 825           | Tod des heiligen Waltgeri (Wolderus), dem Gründer des ältesten Damenstifts in Alt-Sachsen. |
|  | 833           | vermutlich Verleihung des Markt-, Münz- und Zollrechtes an das Kloster Herford für den Bereich des Hofes Odenhausen (Bestätigung 973, siehe dort) |
|  | 851           | Bestätigung der Reichsfreiheit des Klosters durch Kaiser Ludwig den Deutschen. Langsame Entstehung der Stadt Herford |
|  | 860           | Das Kloster Herford bekommt aus dem Bistum Soissons eigene Reliquien |
|  | 909           | Herzog Heinrich von Sachsen, der spätere deutsche König, wirbt in Herford um Mathilde |
|  | 926           | Zerstörung von Stift und Stadt durch ungarische Truppen |
|  | 927           | Bestätigung der Privilegien des Reichsklosters durch König Heinrich I. |
|  | 926 – 973     | Entstehung der Legende einer Marienvision. Wallfahrten um den 19. Juni, aus der im Laufe der Zeit der Jahrmarkt „Vision“ entsteht. |
|  | 973           | Bestätigung des bestehenden Markt-, Münz- und Zollrechts des Klosters durch Kaiser Otto den Großen als Voraussetzung für den wirtschaftlichen Aufstieg |
|  | 1011          | Gründung des Stifts auf dem Berge vor Herford für Töchter des niederen Adels durch die Äbtissin Godesdiu. |
|  | 1147/1152     | Reichsunmittelbarer Schutz des Stiftes durch Konrad III. und Friedrich I. Barbarossa |
|  | um 1155       | Erklärung der Papstunmittelbarkeit und kirchlicher (quasi bischöflicher) Selbstständigkeit des Stiftes durch Papst Hadrian |
|  | um 1170       | Bildung einer Bürgergemeinde und Verleihung des Stadtrechts (keine Verleihungsurkunde überliefert) |
|  | ab 1220       | Bau der Münsterkirche als erstem sakralen Hallengroßbau in Westfalen anstelle eines Vorgängerbaues. Errichtung von drei weiteren Hallenkirchen in den folgenden 150 Jahren: der auch als Pilgerkirche dienenden Jakobikirche, der Johanniskirche und der Marienkirche auf dem Stiftberg. |
|  | um 1220       | Entstehung einer Ratsverfassung (als zweite Stadt in Westfalen und eine der ersten in Deutschland) |
|  | 1224          | Gründung der Herforder Neustadt durch die Äbtissin Gertrud und den Erzbischof von Köln als Schutzherrn |
|  | 1246          | Beteiligung mit Münster, Osnabrück, Minden und Coesfeld am Ladbergener Bund, einem der ersten deutschen Städtebünde |
|  | 1256          | Erwerb des bisher abteilichen Burggerichts durch die Stadt Herford gegen die Zusicherung des Schutzes. Gemeinsame quasi reichsstädtische Verwaltung der Belange der Stadt durch Stift und Stadt (Kondominat). Abschluss der Stadtbefestigung. |
|  | ab 1295       | Teilnahme an hansischen Aktivitäten, ab 1356 an der Städtehanse |
|  | 13./14. Jhd.  | Ansiedlung zahlreicher Klöster und christlicher Vereinigungen (Sancta Herfordia) |
|  | 1342          | Herford wird Hansestadt |
|  | 1375          | Niederschrift des geltenden Rechts im Herforder Rechtsbuch, einer der bedeutendsten mittelalterlichen Rechtshandschriften |
|  | 1377          | Kaiser Karl IV besucht Stadt und Reichsabtei Herford |
|  | 1414          | Verlegung des Stifts St. Dionys aus Enger (mit Dionysius-Schatz und den Gebeinen Widukinds) an die Herforder Johanniskirche |
|  | ab 1530       | Einführung der Reformation in Herford. Wegbereiter waren die Fraterherren (Korrespondenz mit Martin Luther) und die Augustinereremiten. Schließung von zahlreichen geistlichen Instituten. Die Abtei bleibt bis 1565 katholisch. |
|  | 1540          | Übernahme des Friedrichs-Gymnasiums in die Obhut der Stadt |
|  | 1590          | Am Donnerstag nach dem 1. Advent wird die Radewiger St. Jakobikirche, die seit 1530 geschlossen war, wiedereröffnet. Aus diesem Anlass wird noch heute das Radewiger Kohlfest gefeiert. |
|  | 1631          | Erklärung zur Reichsstadt durch das Reichskammergericht |
|  | 1634          | Vereinigung von Alt- und Neustadt |
|  | 1636          | Anton Fürstenau rettet die Stadt vor ihrer Zerstörung durch die sich streitenden schwedischen und kaiserlichen Truppen. |
|  | 1638          | Der große Stadtbrand vernichtete einen großen Teil der Radewig. |
|  | 1647/1652     | Besetzung durch den Brandenburgischen Kurfürsten aufgrund der jülischen Erbfolge. Verlust der Selbstständigkeit nach längerem Widerstand. |
|  | 1652/18. Jhd. | Verarmung zur Ackerbürgerstadt als Auswirkung des Dreißigjährigen Krieges (Schulden) und der Wirtschaftspolitik Brandenburg-Preußens |
|  | 1667          | Elisabeth von der Pfalz wird Äbtissin in Herford. Die Quäker Robert Barclay sowie William Penn und der Philosoph Gottfried Wilhelm Leibniz besuchen sie. |
|  | um 1720       | Preußische Verwaltungs- und Steuerreformen bestätigen Herfords Charakter als abhängige preußische Landstadt |
|  | 1765          | Versteigerung des Materials der nicht mehr benötigten Stadtbefestigung |
|  | 1802          | Säkularisation und Auflösung der Fürstabtei, des Stiftes auf dem Berge und des Stiftes St. Johann und Dionys |
|  | 1807          | Herford gehört zum Königreich Westphalen (bis 1813), zunächst als Teil des Weser-Departements, ab 1811 des Fulda-Departements |
|  | 1810          | Die Abtei wird an den Kaufmann Schrewe verkauft, der dort eine Spinnerei einrichtet |
|  | 1816          | Erhebung zur Kreisstadt und Gerichtssitz innerhalb der seit 1813 bestehenden preußischen Provinz Westfalen |
|  | 1833          | Gründung einer privaten Töchterschule, aus der das Königin-Mathilde-Gymnasium hervorgeht |
|  | 1847          | Bau der Köln-Mindener Eisenbahn und des Herforder Bahnhofs. Einsetzen der Industrialisierung und der Wohn- und Industrieansiedlung über den Bereich der früheren Stadtbefestigung hinaus |
|  | 1852          | Einweihung der Synagoge der jüdischen Gemeinde |
|  | 1878          | Das Altstädter Rathaus auf dem Alten Markt wird abgerissen, da es angeblich ein Verkehrshindernis war |
|  | 1883          | Eröffnung der Justizvollzugsanstalt Herford |
|  | 1896          | Bau des Wasserwerkes. Errichtung des Wittekind-Denkmales als Andenken an den Baubeginn. |
|  | 1902          | Betriebsaufnahme der Herforder Kleinbahn. Gründung eines städtischen Elektrizitätswerkes. |
|  | 1909          | Gründung des Elektrizitätswerkes Minden-Ravensberg. Einweihung des Linnebauerdenkmals an der Mittelstädter Brücke |
|  | 1911          | Herford wird kreisfrei und scheidet aus dem Kreis Herford aus |
|  | 1913–1917     | Bau des neuen neobarocken Rathauses und der Markthalle auf dem Gelände der früheren Abtei |
|  | 1924          | Der Hauptfriedhof Ewiger Frieden wird eingeweiht |
|  | 1940–1945     | Kriegszerstörungen durch Fliegerangriffe im Zweiten Weltkrieg (etwa 5 %). Deportation und Ermordung von über 100 jüdischen Bürgern. |
|  | 1945          | Besatzung durch amerikanische Truppen am 4. April. Beschlagnahme des Stadtteils Stiftberg und der Kasernen zur Unterbringung des Hauptquartiers der Britischen Besatzungsmacht. |
|  | 1946          | Im Februar werden große Teile der Innenstadt überschwemmt. Am 9. Februar wird die Hansabrücke durch das Werre-Hochwasser weggerissen, wodurch die Strecke der Herforder Kleinbahn bis zum Mai 1949 unterbrochen wird. |
|  | 1948          | Die Kirchenmusikschule für die Evangelische Kirche von Westfalen nimmt ihren Betrieb auf |
|  | 1950          | Die Nordwestdeutsche Philharmonie erhält ihren Sitz in Herford. Bis 1957 befindet sich in Herford die Hauptgeschäftsstelle des Deutschen Schaustellerbundes. Der Herforder Kinderarzt Heinz Lemke entwickelt die Humana-Kindernahrung. |
|  | 1954          | Die auf eine 1868 gegründete Landwirtschaftsschule zurückgehende Schule erhält den Namen Ravensberger Gymnasium |
|  | 1955          | Bau des Ludwig-Jahn-Stadions. Zusammenfassung der Rückerstattungsgerichte der drei westlichen Besatzungszonen zum Obersten Rückerstattungsgericht mit Sitz in Herford |
|  | 1956          | Gründung der Geschwister-Scholl-Schule Herford in der Wiesestr. 33a 32052 Herford |
|  | 1961          | Eröffnung des Neubaus des Stadttheaters |
|  | 1966          | Der letzte Abschnitt der Herforder Kleinbahn wird stillgelegt. Bis 1970 ist der Jaguar-Club einer der bekanntesten Beat-Clubs der Region. Im April wird das Hallenbad eröffnet, das im Juni 1997 wieder geschlossen wird. |
|  | 1968          | Bau der innerstädtischen Umgehung (Berliner Straße) und Errichtung von Fußgängerzonen in der Innenstadt |
|  | 1969          | Kommunale Neugliederung. Herford verliert die Kreisfreiheit. Eingemeindung von Elverdissen, Stedefreund, Laar, Eickum, Diebrock, Falkendiek, Schwarzenmoor und Herringhausen-Ost. |
|  | 1970          | Gründung der Herforder Musikschule. Am 20. November wurde die Knotenvermittlungsstelle in Betrieb genommen, wodurch die Handvermittlung für Ferngespräche im Raum Herford zu Ende ging. |
|  | 1972          | Abriss des klassizistischen Friedrichs-Gymnasiums an der Brüderstraße mit anschließendem Bau des Kaufhofs |
|  | 1973          | Das damalige Kreiskrankenhaus, heute Klinikum Herford bezieht seinen Neubau. Das Hoekerfest findet erstmals statt. |
|  | 1980          | Fertigstellung des Innenstadtringes. Neugestaltung des Bahnhofsplatzes mit Bau des dritten Parkhauses. Beginn der Angliederung der Radewig mit dem Gänsemarkt an die Fußgängerzone und der Neugestaltung des Alten Marktes. |
|  | 1983          | Gründung des Westfälischen Hansebundes mit Sitz in Herford mit 45 ehemaligen Hansestädten als Mitgliedern (Anfang 2011). Die Herforder Versorgungs- und Verkehrs-Beteiligungs-GmbH (HVV) wird gegründet. |
|  | 1988          | Wertvolle Funde in den Resten der Abteigebäude aus karolingischer, ottonischer und barocker Zeit bei Ausgrabungen zwischen Rathaus und Münsterkirche. Der Herforder Bahnhof wird Intercity-Halt. Bei den Olympischen Spielen in Seoul erringt der Herforder Unternehmer Wolfgang Brinkmann auf dem Pferd „Pedro“ zusammen mit Ludger Beerbaum, Franke Sloothaak, und Dirk Hafemeister die Goldmedaille im Mannschafts-Springreiten. |
|  | 1989          | 1200-Jahr-Feier |
|  | 1990          | Im Oktober verlegt der Soldatensender British Forces Broadcasting Service (BFBS) seinen Sitz von Köln in die Wentworth-Kaserne an der Vlothoer Straße, wo er bis Juli 2009 bleibt |
|  | 1991          | Die Kirchenmusikschule wird in die Hochschule für Kirchenmusik der Evangelischen Kirche von Westfalen umgewandelt. Im April 1991 brennt eine Flüchtlingsunterkunft Im Kleinen Felde. Eine Frau erstickt. Der Brand wurde nicht aufgeklärt. |
|  | 1994          | Am 28. September verbrennen die 23-jährige Bukurije Haliti und ihr 11-jähriger Bruder Nergim in einer Flüchtlingsunterkunft am Ludwig-Jahn-Stadion. Der Brandanschlag ist nicht aufgeklärt worden. Es kam jedoch heraus, dass in dem Wohnheim von einem ehrenamtlichen Lehrer 10 Kinder missbraucht worden waren. |
|  | 1996          | Der Sportpark Waldfrieden wird auf dem ehemaligen Gelände der Maresfield-Kaserne eröffnet |
|  | 1997          | Eröffnung des Freizeit- und Erlebnisbades H2O. Die neue Kläranlage an der Goebenstraße wird fertiggestellt. |
|  | 1999          | Das internationale Jugendreitturnier German Friendships findet erstmals statt |
|  | 2005          | Eröffnung des Museums Marta Herford am 7. Mai |
|  | 2008          | Der Stadt wird von der Bundesregierung der Titel Ort der Vielfalt verliehen |
|  | 2010          | Einweihung der wiederaufgebauten Synagoge Herford |
|  | 2013          | Seit Mitte des Jahres trägt die Stadt den Namenszusatz Hansestadt. Im Juni findet in der Stadt der 33. Hansetag der Neuzeit statt. |
|  | 2014          | Das Museum Marta wird zum Museum des Jahres 2014 bestimmt |
|  | 2015          | Die Britischen Streitkräfte verlassen nach 70 Jahren die Stadt |
|  | 2017          | Am 4. September wird auf dem Gelände der Wentworth-Kaserne der Bildungscampus Herford mit einer Außenstelle der Fachhochschule für Finanzen Nordrhein-Westfalen eröffnet |
|  | 2018          | Ende Juli schließt mit der Hauptschule Meierfeld die letzte der ehemals fünf Herforder Hauptschulen. |